# Кобб, Эбби
Эбби Кобб (англ. Abbie Cobb) — американская актриса, получившая известность благодаря роли Эмили Бредфорд в сериале «90210: Новое поколение».

## Биография и карьера
Актриса родилась 6 июня. Агент Ким Майерс заметила девушку, встретив её в штате Небраска. Снялась для международного рекламного ролика кофе «Senseo».
Эбби — профессиональная актриса, обладающая большим количеством актёрских навыков. Согласно информации на официальном сайте, Эбби играет на пианино, поёт (меццо-сопрано), танцует свинг, меланхолик по натуре и имеет сертификат спасателя.
Снялась в эпизодических ролях в популярных сериалах («Медиум», «Менталист» и «C.S.I.: Место преступления Майами»). Известность ей принесла роль Эмили Бредфорд — кузины главных героев сериала «90210: Новое поколение». По сюжету её героине так сильно понравилось в Лос-Анджелесе, что она решает «украсть» жизнь кузины. Она получает роль в театре, где работает Энни в исполнении Шеней Граймс. Затем она настраивать друзей Энни против неё и пытается увести её парня Лиама (Мэтт Лантер сыграл его роль).
В данный момент проживает в Лос-Анджелесе, Калифорния.
Многие журналисты и поклонники обращают внимание на невероятное сходство актрисы с Дженни Гарт, сыгравшей в сериалах «Беверли-Хиллз, 90210» и «90210: Новое поколение» роль Келли Тейлор. В одном из интервью актриса рассказала, что ей чуть было не отказали в роли Эмили, так как она была «слишком похожа на Дженни».

## Фильмография
- 2009: Пропавшие / The Missing Person — Девушка в костюме леопарда
- 2010: C.S.I.: Место преступления Майами / CSI: Miami — Донна Джонсон (1 эпизод)
- 2010: Медиум / Медиум — Стейси МакКи (1 эпизод)
- 2010: Братья Джонас / Jonas — Джессика (1 эпизод)
- 2010: Звёздная болезнь / StarStruck — Эй-Джей (телевизионный фильм)
- 2010: Менталист / The Mentalist — Тэсс (1 эпизод)
- 2011: Пригород / Suburgatory — Киманта (4 эпизода)
- 2011: Держись, Чарли!: Это Рождество / Good Luck Charlie, It’s Christmas! — Джордан
- 2011: 90210: Новое поколение / 90210 — Эмили Бредфорд (6 эпизодов)
- 2011: Двигатели воображения / Imagination Movers — Голдилокс (1 эпизод)
- 2011: Биг Тайм Раш / Big Time Rush — Джанетт (1 эпизод)
- 2012: Настоящая кровь / True Blood — Линдси
- 2013: Кости  / Bones — Паула Бирн (1 эпизод)
- 2014: Мыслить как преступник / Criminal Minds — Клэр Данбар (1 эпизод)
- 2014: Ночь отдыха для мам / MOMS' NIGHT OUT
- 2018: Бесстыжие / Shameless — Колетт
- 2019: Почему женщины убивают / Why Women Kill — Эбби